# Cuarteto para cuerdas n.º 6 (Béla Bartók)
El Cuarteto de cuerda n.º 6 es una obra musical del compositor Béla Bartók, el último de los cuartetos que compuso. 
Comenzó su composición durante su estancia en Suiza en agosto del año 1939 y la finalizó una vez instalado en Budapest ese mismo año. Fue su último cuarteto de cuerda antes de su muerte. Dedicó su obra al Cuarteto Kolish, que lo estrenó en la ciudad de Nueva York, el 20 de enero de 1941. Se describió como "un cuarteto desesperado", repleto de austeridad y de potencia expresiva. 
Consta de cuatro movimientos: 
1. Mesto – Vivace
2. Mesto – Marcia
3. Mesto Burletta
4. Mesto - Molto tranquillo.

La palabra italiana mesto significa 'tristeza o desolación'. Cada movimiento comenzará con una melodía lenta, para expresar dicho sentimiento. Se trata de un elemento formal significativo que va ganando dimensiones durante el desarrollo de la obra. Este material se emplea para una introducción relativamente breve en el primer movimiento la cual irá aumentando a lo largo de los tres siguientes. 
Sus últimos años de vida los pasó en Estados Unidos donde realizó una serie de bocetos dando forma al primer movimiento de un séptimo cuarteto de cuerda, pero no llegó a finalizarlo.
- Datos: Q791019